# Terradillos
Terradillos est une commune de la province de Salamanque dans la communauté autonome de Castille-et-León en Espagne.

## Politique
Selon le site web officiel du gouvernement espagnol , la composition de la mairie de Terradillos pour la legislature 2023-2027 est la suivante.
- IU : 6
- PPCyL : 3
- PSOECyL : 2

## Sites et patrimoine

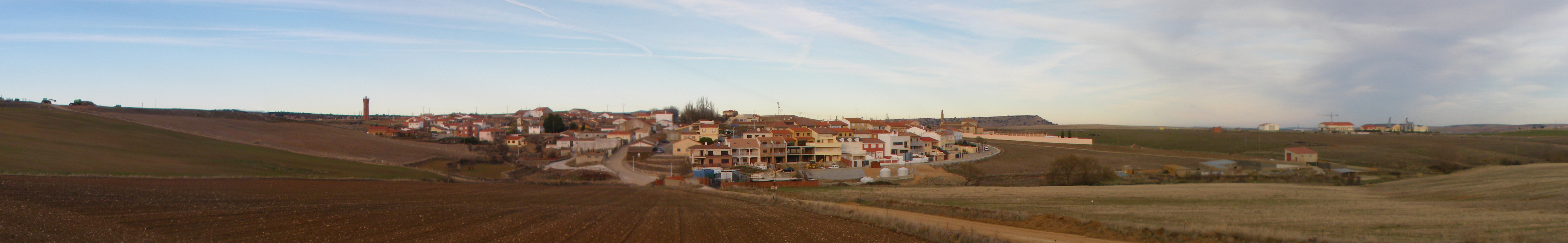
Vue panoramique de Terradillos